# بارنيت (فيرمونت)
بارنيت (بالإنجليزية: Barnet, Vermont)‏ هي بلدة تقع بولاية فيرمونت في الولايات المتحدة. تبلغ مساحتها 112.9 (كم²)، وترتفع عن سطح البحر 330 م، بلغ عدد سكانها 1708 نسمة في عام 2010 حسب إحصاء مكتب تعداد الولايات المتحدة وتصل الكثافة السكانية فيها 15.6 نسمة/كم2.

## المناخ
يظهر الجدول التالي التغييرات المناخية على مدار السنة لبارنيت:
| البيانات المناخية لـبارنيت   | البيانات المناخية لـبارنيت | البيانات المناخية لـبارنيت | البيانات المناخية لـبارنيت | البيانات المناخية لـبارنيت | البيانات المناخية لـبارنيت | البيانات المناخية لـبارنيت | البيانات المناخية لـبارنيت | البيانات المناخية لـبارنيت | البيانات المناخية لـبارنيت | البيانات المناخية لـبارنيت | البيانات المناخية لـبارنيت | البيانات المناخية لـبارنيت | البيانات المناخية لـبارنيت |
| الشهر                        | يناير                      | فبراير                     | مارس                       | أبريل                      | مايو                       | يونيو                      | يوليو                      | أغسطس                      | سبتمبر                     | أكتوبر                     | نوفمبر                     | ديسمبر                     | المعدل السنوي              |
| ---------------------------- | -------------------------- | -------------------------- | -------------------------- | -------------------------- | -------------------------- | -------------------------- | -------------------------- | -------------------------- | -------------------------- | -------------------------- | -------------------------- | -------------------------- | -------------------------- |
| متوسط درجة الحرارة الكبرى °م | −3.2                       | −2.1                       | 3.9                        | 10.7                       | 18.9                       | 24.4                       | 27.0                       | 25.9                       | 21.8                       | 15.3                       | 6.6                        | −1.3                       | 12.3                       |
| المتوسط اليومي °م            | −9.9                       | −9.2                       | −2.5                       | 4.6                        | 11.8                       | 17.4                       | 20.2                       | 19.1                       | 15.0                       | 8.7                        | 1.7                        | −6.7                       | 5.8                        |
| متوسط درجة الحرارة الصغرى °م | −16.6                      | −16.4                      | −9.0                       | −1.5                       | 4.6                        | 10.3                       | 13.3                       | 12.3                       | 8.3                        | 2.1                        | −3.2                       | −12.1                      | −0.7                       |
| الهطول مم                    | 51                         | 48                         | 5                          | 72                         | 83                         | 84                         | 98                         | 89                         | 83                         | 78                         | 86                         | 62                         | 888                        |
| متوسط تساقط الثلوج سم        | 43.9                       | 46.5                       | 29.5                       | 7.4                        | 0.2                        | —                          | —                          | —                          | —                          | 0.2                        | 13.2                       | 37.9                       | 179.1                      |
| متوسط درجة الحرارة الكبرى °ف | 26.2                       | 28.2                       | 39.0                       | 51.3                       | 66.0                       | 75.9                       | 80.6                       | 78.6                       | 71.2                       | 59.5                       | 43.9                       | 29.7                       | 54.1                       |
| المتوسط اليومي °ف            | 14.2                       | 15.4                       | 27.5                       | 40.3                       | 53.2                       | 63.3                       | 68.4                       | 66.4                       | 59.0                       | 47.7                       | 35.1                       | 19.9                       | 42.4                       |
| متوسط درجة الحرارة الصغرى °ف | 2.1                        | 2.5                        | 15.8                       | 29.3                       | 40.3                       | 50.5                       | 55.9                       | 54.1                       | 46.9                       | 35.8                       | 26.2                       | 10.2                       | 30.7                       |
| الهطول إنش                   | 2.0                        | 1.9                        | 0.2                        | 2.8                        | 3.3                        | 3.3                        | 3.9                        | 3.5                        | 3.3                        | 3.1                        | 3.4                        | 2.4                        | 35.0                       |
| متوسط تساقط الثلوج إنش       | 17.3                       | 18.3                       | 11.6                       | 2.9                        | 0.1                        | —                          | —                          | —                          | —                          | 0.1                        | 5.2                        | 14.9                       | 70.5                       |
| متوسط أيام هطول الأمطار      | 13                         | 12                         | 12                         | 13                         | 13                         | 13                         | 12                         | 11                         | 11                         | 11                         | 14                         | 13                         | 148                        |
| المصدر:                      |                            |                            |                            |                            |                            |                            |                            |                            |                            |                            |                            |                            |                            |

## أعلام
- آن مورو لندبرغ
- جون جيلفيلان
- هوراس فيربانكس
- ويليام جيمس شو
- فرانكلين د. ويليام

## وصلات خارجية
- www.barnetvermont.org
- The US50 - Cities and Towns in Vermont State
- Vermont Cities and Towns, Facts, Map, Flag, Colleges, Government, and More